# Cappelle-la-Grande
Cappelle-la-Grande település Franciaországban, Nord megyében. Lakosainak száma 7865 fő (2022. január 1.). Cappelle-la-Grande Coudekerque-Branche, Armbouts-Cappel, Bierne, Dunkerque és Téteghem-Coudekerque-Village községekkel határos.

## Népesség
A település népességének változása:
| Lakosok száma | 7948 | 7903 | 7972 | 7899 | 7909 | 7920 | 7953 | 7899 | 7865 |
|               | 2013 | 2015 | 2016 | 2017 | 2018 | 2019 | 2020 | 2021 | 2022 |